# Antho delaubenfelsi
Antho delaubenfelsi är en svampdjursart som först beskrevs av Little 1958.  Antho delaubenfelsi ingår i släktet Antho och familjen Microcionidae. Inga underarter finns listade i Catalogue of Life.